# Andaháza
Andaháza (szlovákul: Andice) Liptószentmiklós város része Szlovákiában, a Zsolnai kerület Liptószentmiklósi járásában.

## Fekvése
A városközponttól 4 km-re nyugatra, a Szentmáriai-víztározó közelében fekszik.

## Története
A 18. század végén Vályi András így ír róla: „ANDAHÁZA. vagy Anditze. Két egymás mellett lévő tót faluk, Liptó Vármegyében, egyiknek birtokosa Andaházy, masiknak pedig Platy Uraság, lakosai katolikusok, fekszenek Nagy Palugyától nem meszsze, egy folyó víz választya el e’ két helységet egymástól. Határjai középszerűek, legelői hasznosak piatzozásaik nem meszsze, Szent Miklóson, a’ hol szekerezésekkel is pénzt kereshetnek; de mivel igás marháiknak élelmeiket szerzik, és fájok sints elég, második Osztálybéliek.”
Fényes Elek 1851-ben kiadott geográfiai szótárában így ír a faluról: „Andaháza, (Andicse), tót falu, Liptó vgyében, 18 kath., 92 evang. lak. Termékeny föld. Két urasági kastély. F. u. Andaházy, Pongrácz, Plathy. Ut. p. Rosenberg.”
1910-ben 4 magyar és 65 szlovák lakta. A trianoni diktátumig Liptó vármegye Liptószentmiklósi járásához tartozott.
1920-ban, már csehszlovák uralom alatt Andaháza (és a közeli Csemic is) Benic része lett, majd az egyesített három falut 1976-ban Liptószentmiklóshoz csatolták.

## Lásd még
- Liptószentmiklós
- Andrásfalu
- Benic
- Bodafalu
- Deménfalu
- Illanó
- Kispalugya
- Okolicsnó és Sztosháza
- Plostin
- Verbic
- Vitálisfalu